# Легенда о Великом Будде
«Будда открывает глаза» (яп. 大仏開眼, дайбуцу кайгэн); в мировом прокате и в России более известный как «Легенда о Великом Будде» англ. Saga of the Great Buddha) — японский фильм в жанре исторической драмы (дзидайгэки), поставленный в 1952 году одним из пионеров японского кинематографа, режиссёром Тэйноскэ Кинугаса. В основе сюжета — пьеса драматурга Хидэо Нагата (1885—1949), которая шла на японской сцене в 1940, когда страна переживала пик национализма. Однако фильм Кинугасы не имеет ничего общего с атмосферой и идеологией предвоенных лет. Целью студии «Дайэй», выходившей в 50-е годы на мировые кинорынки, была, прежде всего, постановка зрелищной эпической картины с блистательными актерами.

## Сюжет
В VIII веке столица Японии переносится город Нара. По этому случаю решено воздвигнуть гигантскую статую Будды. Для работы над ней избран Татэдо-но Кунихито, молодой одарённый скульптор. Он настолько поглощен трудом, что обращает мало внимания на свою возлюбленную Маямэ. Не все довольны замыслом будущей статуи: мнения разделяются надвое. Те, кто хочет любым способом посрамить сторонников продолжения работы, подговаривают Араги-но Огусу (соперника Кунихито, завидующего ему) испортить материал для отливки статуи. Однажды утром, когда предстоит отлить лицо Будды, Огусу подмешивает к расплавленной меди свинец. Кунихито замечает подозрительную перемену в цвете металла, который вот-вот прольется в форму, и своим телом перекрывает путь его потоку. От ожогов он умирает. Статуя завершена, и на ладони Будды, словно обезумевшая, танцует Маямэ...

## В ролях
- Кадзуо Хасэгава — Татэдо-но Кунихито
- Матико Кё — Маямэ
- Мицуко Мито — Сакуяко Татибана
- Сумико Хидака — Моримэ Омия
- Дэндзиро Окоти — Гёки
- Эйтаро Одзава (в титрах — Сакаэ Одзава) — Кимимаро Кунинака
- Ятаро Курокава — Накамаро Фудзивара
- Тацуя Исигуро — Юкияси из рода Окуса
- Котаро Бандо — Бансэй Татибана
- Мицусабуро Рамон — Сакамаро
- Дзёдзи Ока — Нарамаро Татибана
- Синтаро Нандзё — Кимиясу
- Тайдзи Тонояма — Куромори
- Кэндзиро Уэмура — Огусу Синсиро
- Синобу Араки — Рёбэн
- Рёскэ Кагава — Сёкэй Татибана
- Тосиаки Коноэ — Киби-но Маби
- Кандзи Косиба — Отокодама Какимото
- Сёдзо Намбу — Конкэхито Саэки

## Премьеры
- — 13 ноября 1952 года состоялась национальная премьера фильма в Токио[1][3].
- — фильм был представлен португальским любителям кино в Cinemateca Portuguesa (Лиссабон) 13 июля 1982 года[3].
- — впервые представлен российскому зрителю 12 декабря 2004 года в московском Музее кино[4]

## Награды и номинации
- Каннский кинофестиваль 1953

- Номинация на Гран-при — «Будда открывает глаза»

Премия журнала «Кинэма Дзюмпо» (1953)

- Фильм номинировался на премию за лучший фильм 1952 года, по результатам голосования занял 18 место.

## Комментарии
1. ↑  Русское название «Будда открывает глаза» — перевод с японского оригинального названия. Однако у нас принято фильм именовать в его переводе с английского названия в международном прокате «Легенда о Великом Будде» (Saga of the Great Buddha), именно как «Легенда о Великом Будде» фильм был представлен российским зрителям в рамках проходившей в 2004 году в Москве и Петербурге ретроспективы фильмов Тэйноскэ Кинугасы.